# Relations entre le Canada et l'Union européenne
Les relations entre le Canada et l'Union européenne sont établies dans les années 1950 sur la base d'un ensemble de valeurs communes fortes et des relations historiques entretenues par le Canada, les États fondateurs de la CEE et le Commonwealth. L'UE et le Canada entretiennent un partenariat économique, mais il est également question de coopération politique sur les grands sujets internationaux.

## Accord de libre-échange

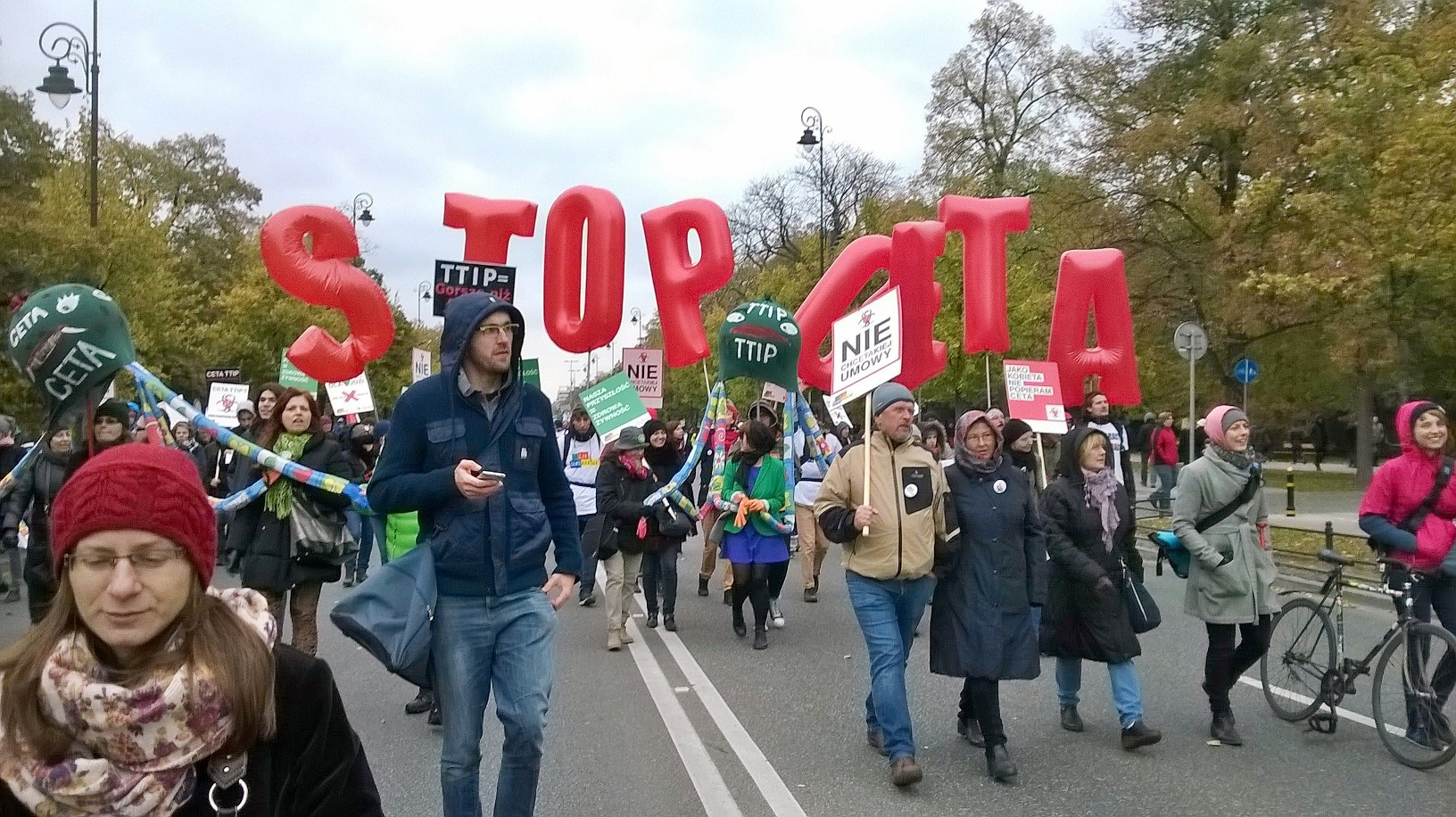
Manifestation anti CETA à Varsovie en 2016.

Le 18 octobre 2013, le Canada et l'Union européenne finalisent les négociations d'un accord de libre-échange engagées en mai 2009, sa signature intervient 30 octobre 2016 à Bruxelles et marque le début de la phase de ratification par l'ensemble des parlements des États membres de l’UE et du Canada, avec un phase d’application minimale pendant cette période.
Le Royaume-Uni, allié important du Canada lors des négociations pour l'AECG, a superposé le calendrier de l'Accord économique et commercial global, et celui qui dans le cadre des relations entre le Royaume-Uni et l'Union européenne envisage le retrait du Royaume-Uni de l'Union européenne. La mise en œuvre de ce traité est en effet prévu les premiers mois de 2017.
Les Britanniques ont en particulier rassuré l'Allemagne et la France au sujet des mécanismes de règlement de disputes.

## Proposition d'intégration du Canada au sein de l'Union européenne
Le 2 janvier 2025, le journal The Economist suggère, à travers un éditorial, que le Canada pourrait proposer sa candidature pour devenir un état membre de l'Union européenne.
Richard Ouellet, titulaire de la Chaire sur les nouveaux enjeux de la mondialisation économique à l’Université Laval, juge l’idée réaliste. Toutefois, Justin Massie, spécialiste en politique étrangère à l’UQAM, juge « hautement improbable » que le Canada rejoigne l’Union européenne, mais propose qu'elle dispose d'un statut analogue à celui de la Norvège, qui est membre de l'espace économique Européen sans être membre de l'Union européenne.